# Połaniec
Połaniec este un oraș în Polonia. În 2015 avea 11975 de locuitori.